# Andrés Guibert
Andrés Guibert (nacido el 28 de octubre de 1968 en La Habana, Cuba) es un exjugador profesional de baloncesto cubano. Tuvo su paso por la NBA, en las temporadas (1993-95), jugando para los Minnesota Timberwolves, convirtiéndose en el primer baloncestista de nacionalidad cubana en participar en la mayor competencia norteamericana.

## Carrera
Inició su carrera en su país natal, formándose en el Instituto Manuel Fajardo y siendo internacional con la selección caribeña desde 1988. Fue precisamente disputando el Centrobasket de 1993 en Ponce, Puerto Rico con esta, que abandona la concentración del equipo y solicita asilo político. Tras esto marcha al país norteamericano donde prueba con equipos de la NBA, fichando por Minnesota Timberwolves primero un contrato de 10 días ya en abril de 1994, jugando 5 partidos esa temporada y un contrato garantizado para la temporada siguiente, donde disputó 17 partidos más, aprovechando los veranos para jugar en el baloncesto portorriqueño con los Capitalinos de San Juan. Tras su segundo año con los Wolves, es elegido por la nueva franquicia de los Toronto Raptors en el Draft de Expansión de la NBA de 1995, pero finalmente lo cortan justo antes del inicio de la temporada.
Llega de esta manera a Europa, donde en diciembre se une al Xacobeo 99 Ourense, sustituyendo al norteamericano David Scott. Con el equipo del técnico José Antonio Figueroa, luego sustituido por Ángel Nvarro completa la temporada que a nivel global no es buena con el equipo acabando en 17.ª posición de la liga, pero eludiendo el descenso en el playoff de permanencia. A nivel individual es no obstante uno de los referentes del equipo, merced a sus casi 18 puntos y más de 7 rebotes por noche, en aquella época de los 3 extranjeros. Es el primer jugador cubano que ha participado en la ACB, ya que han seguido sus pasos el pívot Javier Justiz que juega actualmente en el Básquet Zaragoza 2002 y el ala-pívot Jasiel Rivero que militó en el San Pablo Burgos 2018-2021 y actualmente es plantilla del Valencia Básquet.
Tras este paso por España, vuelve en el verano al BSN boricua, nuevamente con los capitalinos y luego pasando a Criollos de Caguas y vuelve a Europa para el inicio de la temporada 1996-97 iniciando su etapa griega, donde jugó varios años en equipos siempre de nivel medio-bajo donde, eso si dejaba buenos números. Ese primer año jugó para Sporting de Atenas. En el verano volvió con los Criollos de Caguas y en su retorno a Europa firmó con Scavolini de Pésaro, que cortó al jugador en febrero, incorporándose entonces al Apollon Patras, donde acabó la temporada y jugó la siguiente y siguiendo su carrera griega con Near East en la 1999-00 e Iraklio de Creta en la 2000-01. Tras acabar esa temporada en Grecia se unió a Benetton Treviso para jugar los playoffs con el equipo italiano y finalizada la liga transalpina volvió a Puerto Rico, para jugar esta vez con Indios de Mayagüez. Para la 2001-02 jugó su última temporada en Grecia con el KAO Drama, habiendo logrado ser el máximo reboteador de la liga helena en dos ocasiones en su carrera. Otro medio verano con los Indios de Mayagüez fue el preámbulo de su retorno a la ACB.
En la temporada 2002-03 ficha por el Fórum de Valladolid en la que resultó su última temporada en Europa en la misma liga en la empezó. En aquel equipo dirigido por Chechu Mulero, no fueron muy bien las cosas ocupando plazas de descenso buena parte de la temporada, lo que provocó primero el cese del técnico, que fue reemplazado por Luis Casimiro tras 11 jornadas, y posteriormente también se produjo la salida del jugador tras la 15.ª jornada, siendo sustituido por Amal McCaskill. Dejó en aquellos 15 partidos medias de algo más de 13 puntos y casi 6 rebotes.
Tras su segundo paso ACB se unió a los Toritos de Cayey y al año siguiente defendió los colores de los Leones de Ponce donde puso fin a su carrera deportiva.

## Trayectoria
- 1993-94 Minnesota Timberwolves, NBA.
- 1994 Capitalinos San Juan, BSN.
- 1994-95 Minnesota Timberwolves, NBA.
- 1995 Capitalinos San Juan, BSN.
- 1995-96 Club Ourense Baloncesto, ACB.
- 1996 Capitalinos San Juan, BSN.
- 1996 Criollos de Caguas, BSN.
- 1996-97 Sporting Atenas, HEBA.
- 1997 Criollos de Caguas, BSN.
- 1997-98 Scavolini Pesaro, LEGA.
- 1997-99 AE Apollon Patras, HEBA.
- 1999-00 Near East, HEBA
- 2000-01 Iraklio Creta,  HEBA.
- 2000-01 Benetton Treviso, LEGA.
- 2001 Indios de Mayagüez, BSN.
- 2001-02 KAO Dramas,  HEBA.
- 2002 Indios de Mayagüez, BSN
- 2002-03 Forum Valladolid, ACB.
- 2003 Toritos de Cayey, BSN
- 2004 Leones de Ponce, BSN.